# 自治省大臣官房
自治省大臣官房（じちしょうだいじんかんぼう）は、自治省に置かれていた内部部局の一つである。2001年1月の中央省庁再編により機能の大半は総務省大臣官房へ引き継がれた。

## 所掌
- 機密に関すること
- 大臣の官印及び省印を管守すること
- 職員の職階、任免、分限、懲戒、服務その他の人事並びに教養及び訓練に関すること
- 自治省の機構、定員及び運営に関して調査し、企画し、及び立案すること
- 所管行政の考査を行うこと
- 所管行政の総合調整を行うこと
- 法令案その他公文書類の審査を行うこと
- 公文書類を接受し、発送し、編集し、及び保存すること
- 国と地方公共団体との一般的連絡に関すること
- 広報に関すること
- 経費及び収入の予算及び決算を作成し、会計事務を行い、並びに会計を監査すること
- 国有財産及び物品を管理すること
- 職員の衛生、医療その他の福利厚生に関すること
- 所管行政に関する調査、統計の作成及び資料の収集について部内の調整を図ること
- 地方公共団体の財務に関係のある事務について報告を徴取し、調査し、及び助言すること
- 地方公共団体の求めに応じて当該地方公共団体の行政及び財政に関する総合的な調査を行うこと
- 前各号に掲げるものの外、自治省の所掌事務のうち他局及び他の機関の所掌に属しないものに関すること

## 組織
- 総務課
- 文書課
- 広報室
- 情報政策室
- 会計課
- 企画室
- 地域政策室
- 国際室

## 官房長
自治庁長官官房長
| 氏名       | 就任年月日     |
| ---------- | -------------- |
| 金丸三郎   | 1958年6月1日   |
| 松村清之   | 1958年6月17日  |
| 後藤田正晴 | 1959年3月6日   |
| 降矢敬義   | 1959年10月13日 |
| 長野士郎   | 1959年11月16日 |
| 柴田護     | 1960年1月15日  |

自治省大臣官房長
| 氏名       | 就任年月日     |
| ---------- | -------------- |
| 柴田護     | 1960年7月1日   |
| 大村襄治   | 1962年5月8日   |
| 松島五郎   | 1963年7月9日   |
| 宮澤弘     | 1966年7月1日   |
| 鎌田要人   | 1969年10月3日  |
| 岸昌       | 1970年10月16日 |
| 皆川迪夫   | 1971年8月17日  |
| 松浦功     | 1972年7月1日   |
| 山本悟     | 1973年8月1日   |
| 近藤隆之   | 1976年6月11日  |
| 石見隆三   | 1977年7月26日  |
| 石原信雄   | 1981年6月1日   |
| 矢野浩一郎 | 1982年7月2日   |
| 津田正     | 1984年7月16日  |
| 石山努     | 1986年7月11日  |
| 持永堯民   | 1986年9月19日  |
| 小林實     | 1989年6月30日  |
| 森繁一     | 1990年7月2日   |
| 吉田弘正   | 1993年1月8日   |
| 遠藤安彦   | 1993年7月1日   |
| 秋本敏文   | 1994年7月12日  |
| 二橋正弘   | 1995年6月18日  |
| 谷合靖夫   | 1996年9月7日   |
| 嶋津昭     | 1998年1月6日   |
| 香山充弘   | 1999年8月14日  |